# Urnula craterium
Urnula craterium es una especie de hongo Pezizomycetes de la familia Sarcosomataceae. Es parásito del roble y de otras especies de madera dura; también es sapróbico, ya que los cuerpos fructíferos se desarrollan en la madera muerta después de que ésta haya caído al suelo. Aparece a principios de la primavera y sus característicos cuerpos fructíferos, de forma caliciforme y color oscuro, le han valido los nombres comunes de urna del diablo y urna gris. La distribución de U. craterium incluye el este de Norteamérica, Europa y Asia. Produce compuestos bioactivos que pueden inhibir el crecimiento de otros hongos. El estado asexual (imperfecto) o conidial de U. craterium es un patógeno vegetal conocido como Conoplea globosa, que causa una enfermedad de cancro en el roble y en otras especies de árboles de madera dura.

## Historia y taxonomía
Urnula craterium fue descrita por primera vez en 1822 por el botánico estadounidense Lewis David de Schweinitz como Peziza craterium, basándose en un espécimen encontrado en Carolina del Norte. La especie apareció por primera vez en la literatura científica con su nombre actual cuando Elias Magnus Fries describió el nuevo género Urnula en 1849, y estableció Peziza craterium como especie tipo. En 1896, el micólogo alemán Heinrich Rehm eliminó la especie de Urnula -transfiriéndola al género Geopyxis- y sustituyó la especie tipo por Urnula terrestris, una especie relacionada periféricamente. Esta reestructuración dio lugar a una situación insostenible desde el punto de vista taxonómico, en la que el género Urnula constaba de una sola especie con un parecido ambiguo con la especie original (descrita por Fries) en la que se basaba el género. Según Elsie Kupfer, que había escrito a Rehm para aclarar los motivos de su decisión:
Urnula craterium fue colocado con sus especies afines bajo Geopyxis, porque Geopyxis fue establecido por Persoon antes que Urnula por Fries; y que para conservar el género Urnula, bajo el cual Saccardo había colocado Podophacidium terrestre de Niessl, él (Rehm) restringió el género a este último hongo.
Como explica Kupfer, Rehm no justificó por qué creía que Urnula craterium debía ser relacionado con Geopyxis, ni por qué Podophacidium terrestre debía considerarse una Urnula. El análisis macro y microscópico de Kupfer de los tejidos de estos géneros y de otros afines demostró claramente la incoherencia de las opciones taxonómicas de Rehm, y que Urnula craterium representaba un género completamente diferente no relacionado con Geopyxis; la denominación de Fries fue restaurada.
El nombre del género significa "pequeña urna"; el epíteto específico deriva del latín cratera, en referencia a un tipo de cuenco utilizado en la antigüedad para mezclar el vino con el agua. Se conoce comúnmente como la urna del diablo y la urna gris.

## Descripción
Los cuerpos fructíferos nacen de un denso micelio negro en la superficie de las ramas de roble en contacto con el suelo. Comienzan como rollos de tejido cilíndrico de 1 o más centímetros de largo y 3-4 mm de ancho, se expanden lentamente durante el invierno y crecen rápidamente en la primavera cuando el clima se vuelve más cálido.

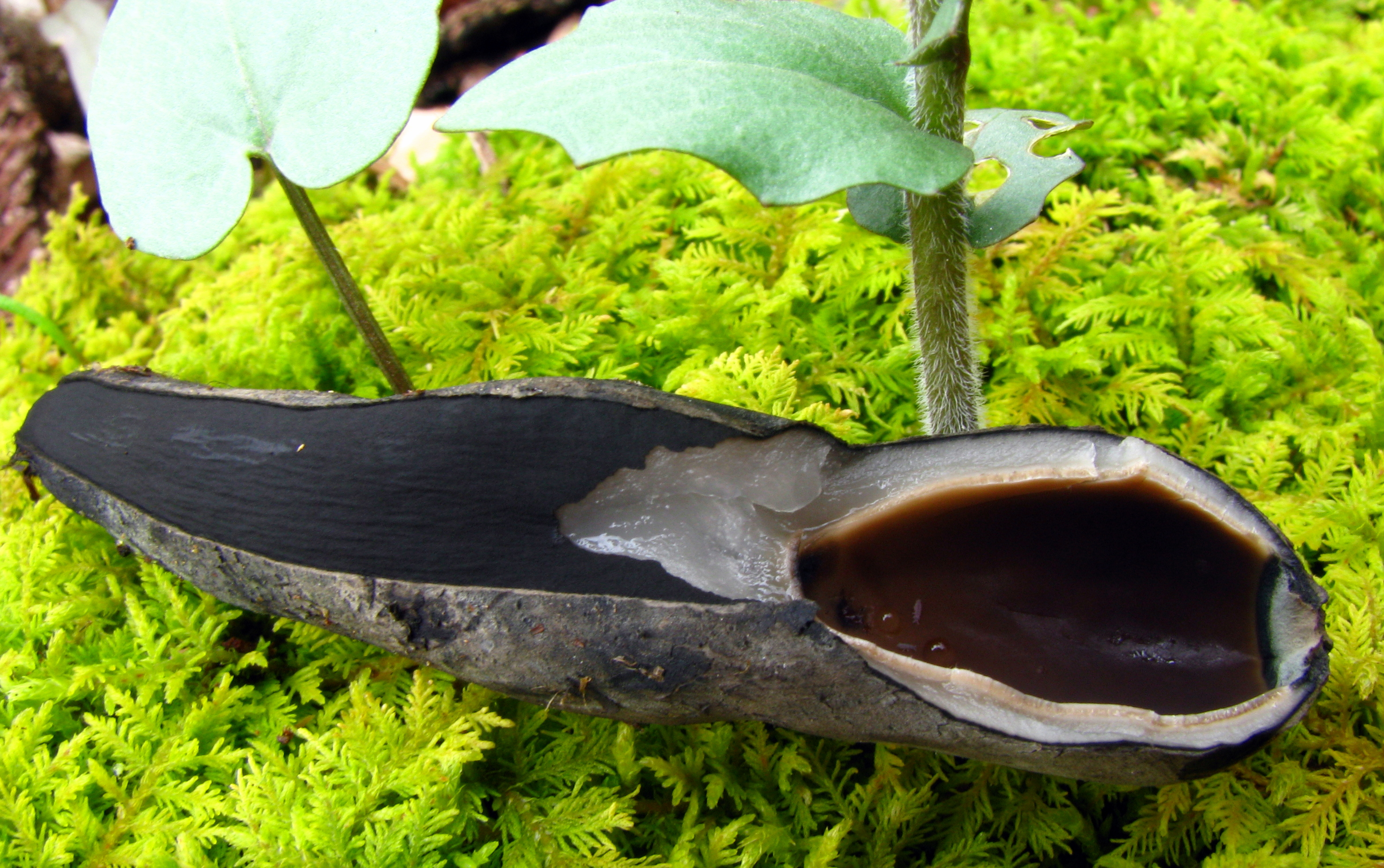
Un espécimen inmaduro bisecado con la copa aún sin abrir

El cuerpo fructífero en forma de copa (técnicamente un ascocarpo) tiene un diámetro de 3-4 cm (1,2-1,6 pulgadas) y una profundidad de 4-6 cm (1,6-2,4 pulgadas); al principio está cerrado, pero se abre al madurar, dejando un margen enrollado irregular o liso alrededor de una abertura redonda. La carne de las paredes del ascocarpo es dura e inicialmente gelatinosa, y más tarde se vuelve coriácea. El exterior del ascocarpo es de color negro parduzco a negro, con una superficie aterciopelada, mientras que la superficie interior portadora de esporas, el himenio, es de color negro parduzco, normalmente algo más pálido que el exterior. La superficie exterior puede estar parcialmente cubierta de pequeñas manchas de tejido en forma de escamas. Cuando se observa con una lupa, los "pelos" (hifas fúngicas) que componen la superficie exterior aterciopelada tienen una longitud variable, y son de paredes gruesas, romas, y parecen enrollarse de lado a lado (flexuosas). El ascocarpo está conectado a un tallo que suele tener 3-4 cm de longitud y 0,4-0,8 cm de grosor con micelios negros en su base.

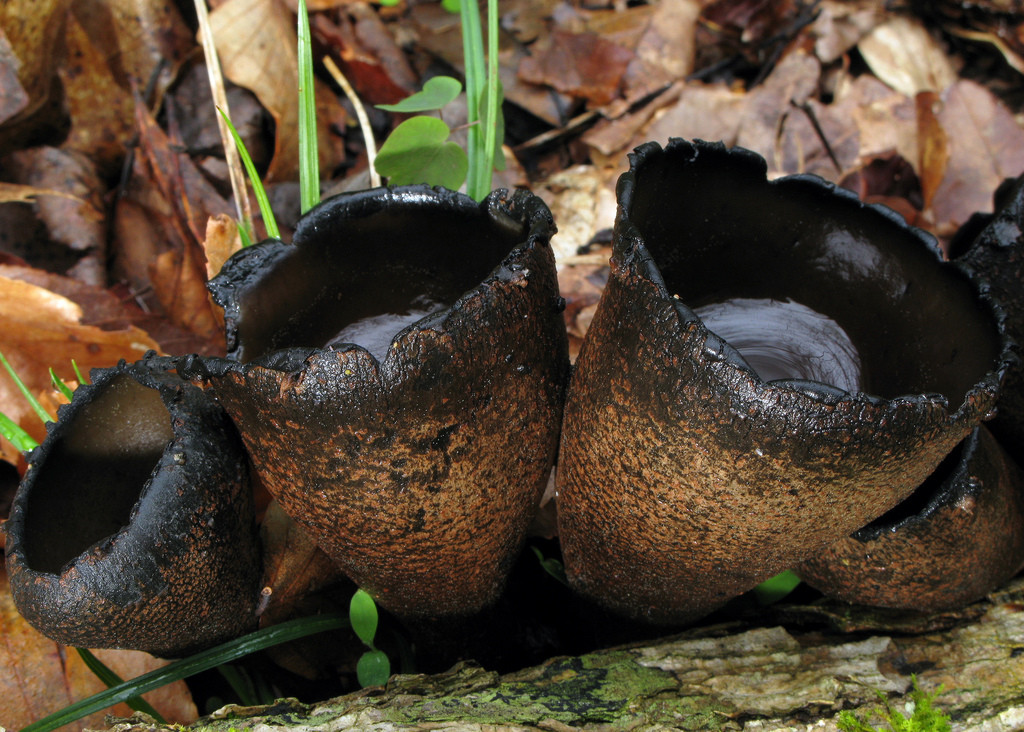
Encontrado en Jackson Co., Alabama, EE. UU.

### Características microscópicas
Las esporas son elipsoides o en forma de salchicha (alantoides), lisas y de paredes finas. No son amiloides (no absorben la tinción con yodo) y son hialinas (translúcidas), con unas dimensiones de 22-37 por 10-15 μm. Las células portadoras de esporas, los ascos, tienen ocho esporas, son cilíndricos y miden 600 por 15-17 μm. Son operculados, análogos a tener un mecanismo de tapa abatible para liberar las esporas. Entre los ascos hay parafisos delgados, filamentosos y ramificados que se extienden más allá de la parte superior de los ascos.
Vista al microscopio, la pared del apotecio está formada por tres capas de tejido de grosor aproximadamente igual. La primera capa de tejido es negra, coriácea y compacta, y está cubierta por una fina capa de pelos negro-marrones (un tomento); la segunda capa está formada por hifas marrones poco entrelazadas y suspendidas en una matriz gelatinosa. La tercera capa es la superficie fértil, portadora de esporas, el himenio negro-marrón.

### Estado imperfecto
El ciclo de vida de Urnula craterium permite tanto una forma imperfecta (que produce esporas asexuales o conidios) como perfecta (que produce esporas sexuales); como ha sucedido a menudo en la taxonomía de los hongos, la forma imperfecta recibió un nombre diferente, porque entonces no se conocía la relación entre las formas perfectas e imperfectas de la misma especie. La forma imperfecta de Urnula craterium es la especie patógena Conoplea globosa, conocida por causar una enfermedad de cancro (cancro de Strumella) en el roble y otras maderas duras.

### Comestibilidad
Esta especie suele figurar en las guías de campo como no comestible, o no se recomienda su consumo debido a su dura textura. Michael Kuo, en su libro de 2007 sobre setas comestibles, cataloga su sabor como "mediocre", y comenta "la urna del diablo no es tan mala como pensaba que iba a ser. No está buena, eso sí, pero sería posible comerla con una sonrisa forzada si te la sirviera tu tía Wanda".

### Especies similares

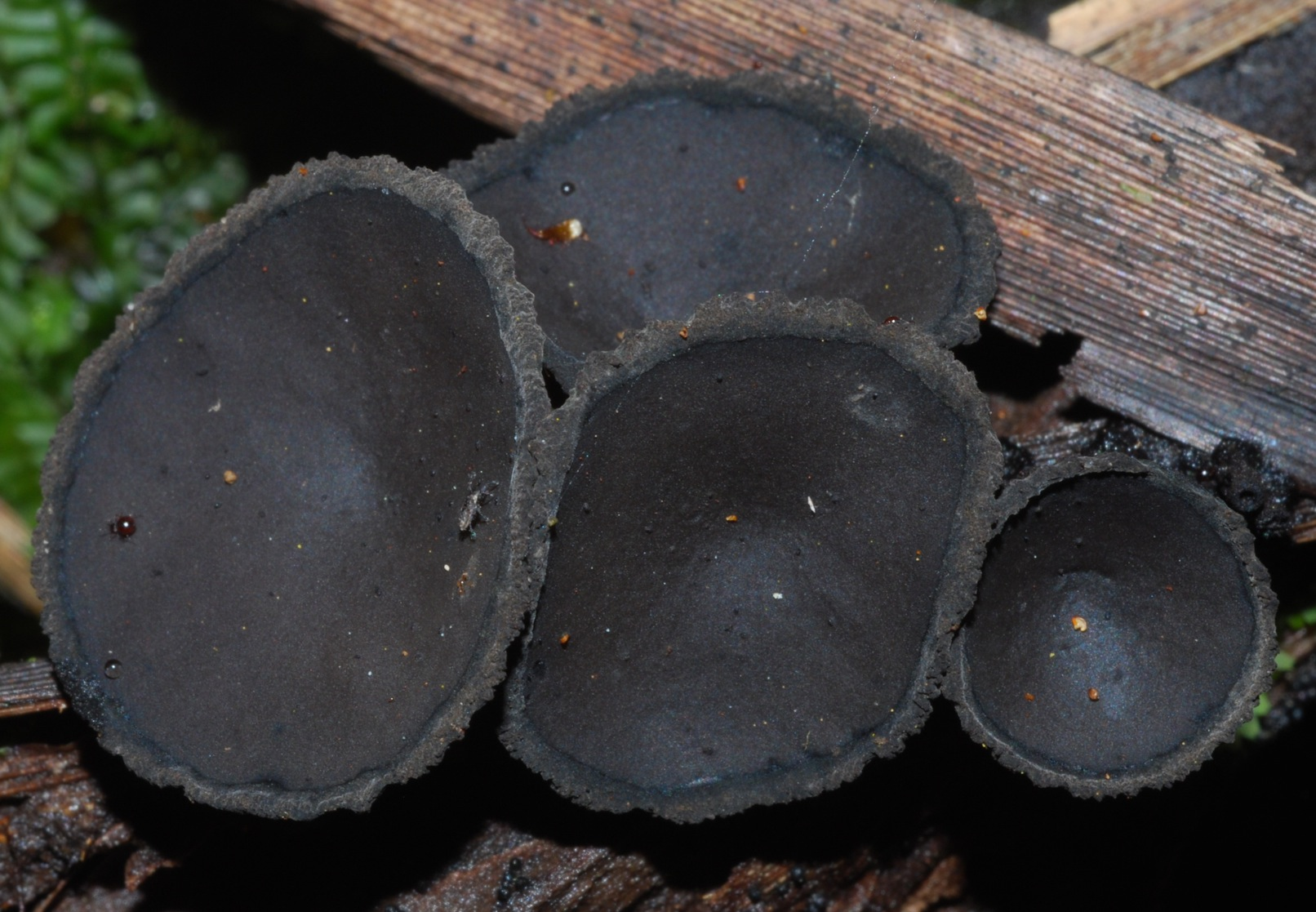
Plectania melastoma es una especie parecida.

El hongo Plectania melastoma también es negro, pero es más pequeño y la copa no es tan profunda.

## Desarrollo de esporas
Las esporas de U. craterium tienen un rápido y elevado porcentaje de germinación. La germinación requiere sólo 1,5 horas, un tiempo relativamente corto en comparación con otra especie inoperculada de la misma familia, Sarcoscypha coccinea, que requiere 48 horas. Además, la germinación es posible bajo un amplio rango de temperaturas, de 5 °C (41 °F) a 35 °C (95 °F), y un amplio rango de pH del suelo; la calidad y la cantidad de luz no afectan a la germinación, aunque la exposición prolongada a la luz reduce la eficiencia de la misma.

## Ecología, hábitat y distribución
Urnula craterium crece de forma aislada o agrupada, normalmente adherida a palos y ramas (especialmente de roble) que están parcialmente enterrados en el suelo. El estado teleomorfo es sapróbico y descompone la madera dura; el estado anamorfo es parasitario y provoca un cancro en varias maderas duras, como robles, nogales, tilos y hayas. A menudo se encuentra en los bosques caducifolios, aunque a veces pasa desapercibida debido a su color oscuro y a que puede estar parcialmente cubierta por la hojarasca. U. craterium es uno de los primeros hongos carnosos que aparecen de marzo a mayo, y se le ha llamado "precursor de la primavera", y a veces se encuentra bajo la nieve derretida.
La distribución de U. craterium incluye el este de Norteamérica, Europa (incluyendo la República Checa, Finlandia, España,) Japón y China. Está en la lista roja de especies en peligro crítico en la República Checa.

## Compuestos bioactivos
Urnula craterium, cuando se cultiva en líquido, produce sustancias químicas bioactivas que inhiben el crecimiento de otros hongos patógenos para el álamo; concretamente, estas sustancias químicas son antagonistas de los hongos de la mancha azul del álamo Ophiostoma crassivaginatum y O. piliferum, así como del hongo de la descomposición de la madera Phellinus tremulae. Entre las sustancias químicas producidas por U. craterium se encuentran la pestalotina, la 5,6-dehidropestalotina, la 4-metoxi-3,5-dimetil-piran-2-ona y la (4S)-3,4-dihidro-4,8-dihidroxi-1(2H)-naftalenona. Sin embargo, ninguno de estos compuestos aislados inhibe los patógenos del álamo temblón in vitro, lo que sugiere que la verdadera naturaleza del mecanismo antifúngico de la urna del diablo aún no se ha resuelto.